# スモモ亜属
スモモ亜属（スモモあぞく、Prunus）はスモモ、ウメ、アンズなどを含むPrunus 属の亜属。サクラ類の下位の分類にあたるが、その分類法をめぐっては研究者によって異なる見解が示されている（サクラ属を参照）。

## 分類
スモモ亜属はスモモ節（Prunus）やアンズ節（Armeniaca）に分けられる。これにプルノケラスス節などを加えて分類されることもある。
スモモ節（Prunus）
芽の葉が内向きに巻いている。花は1-3個が固まっている。実は滑らかでしばしば蝋を吹いている。
P. cerasifera、P. cocomilia、P. consociiflora、P. domestica（セイヨウスモモ）、P. salicina（スモモ）、P. simonii、P. spinosa（スピノサスモモ）
プルノケラスス節（Prunocerasus）
芽の葉が内向きに巻いている。花は3-5個が固まっている。実は滑らかでしばしば蝋を吹いている。
P. alleghaniensis、P. americana、P. angustifolia、P. hortulana、P. maritima、P. mexicana、P. nigra、P. orthosepala、P. subcordata
アンズ節（Armeniaca）
芽の葉は内向きに巻いている。花の軸はとても短い。実はベルベット状。一部では独立した亜属とされている。
P. armeniaca（アンズ）、P. brigantina、P. mume（ウメ）、P. sibirica

## 流通と利用

### 流通上の分類

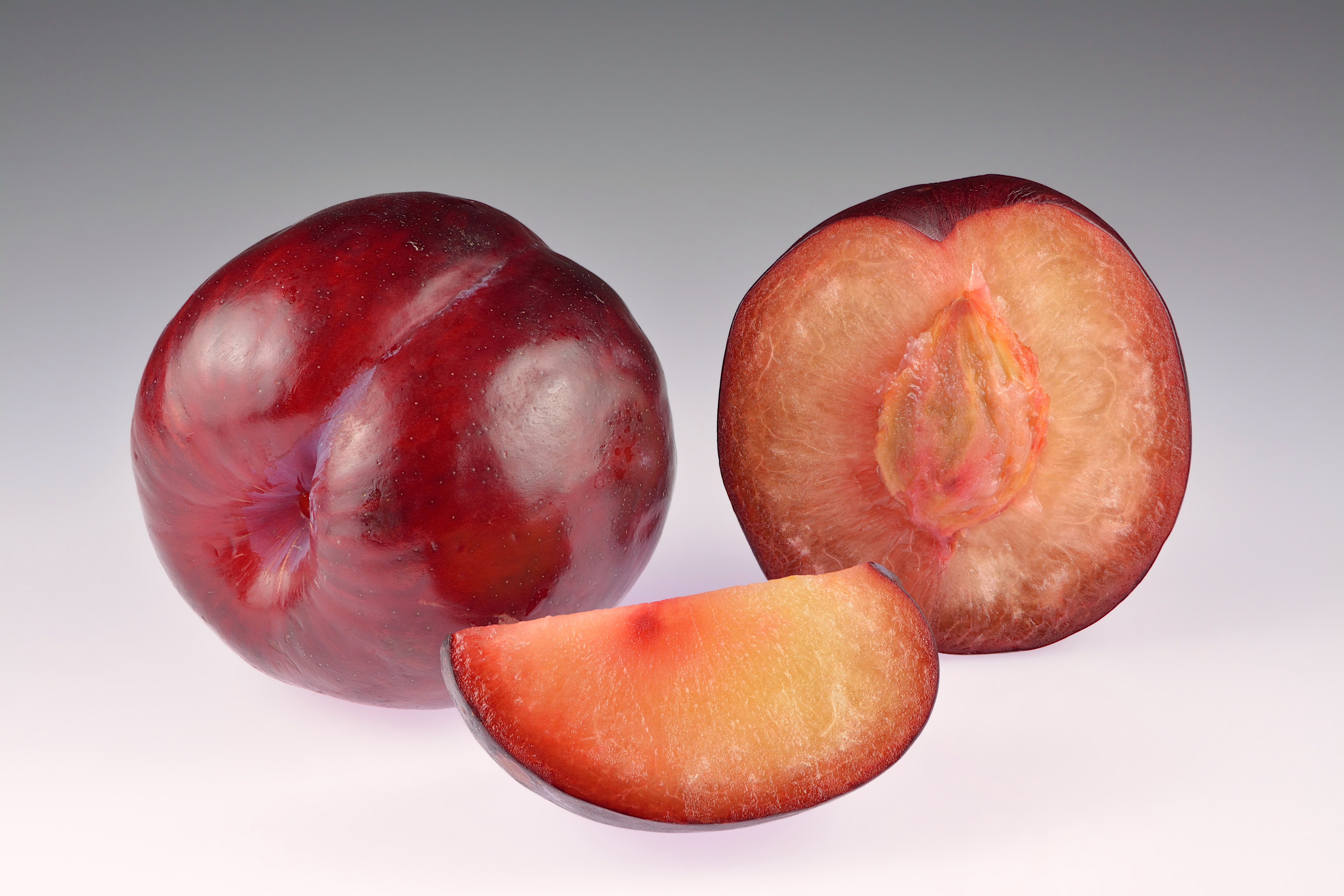

流通上は欧州系（Prunus Domestica Lindley）、東洋系、北米系（Prunus Americana Marsh）に分けられる。欧州系は乾果を中心とする加工用が主であるのに対し、日本スモモ（Prunus Salicina Lindley）を含む東洋系はほとんどが生食用であり加工用は少ない。

### プラムとプルーン
プラムは本来は欧州系のセイヨウスモモを指す。日本で生食されているスモモの多くは、日本スモモまたは日本スモモとアメリカスモモの雑種で本来のプラムとは異なる。ただし、日本スモモもプラムと呼ばれるようになってきていると指摘されている。
なお、プラム（Prunus domestica）は、料理用、デザート用（生食用、デザート・プラム）、非食用に分類されることもある。
プルーンはプラムを乾燥させた果実（乾果）をいう。種子を取り除かない状態で発酵せずに乾果にできるのはセイヨウスモモ（Prunus domestica）に限られる。

### 事件・事故
2013年6月27日、北海道札幌市の市立小学校の学校給食で、特別支援学級の2年生が「プラムの種」を喉に詰まらせ窒息死した。